# Game Center
Das Game Center ist ein Spiele-Netzwerk der Firma Apple Inc. für iOS-Geräte und für Apple Macs ab OS X Mountain Lion 10.8 sowie iPadOS.

## Geschichte
Nachdem Apple im März 2008 den App Store eingeführt hatte, wurden das iPhone und der iPod touch durch die große Auswahl an Spielen sehr schnell zu "mobilen Spielekonsolen". Allerdings gab es im Gegensatz zu echten Spielekonsolen kein Netzwerk für Spieler, wie etwa bei der PlayStation mit dem PlayStation Network, oder der Xbox mit Xbox Live.

Altes Logo

Einige Firmen wie OpenFeint oder Plus+ boten Entwicklern Schnittstellen an, mit denen sie die Spiele in ihre eigenen Spiele-Netzwerke einbinden konnten; durch die Vielzahl der unterschiedlichen Netzwerke und Schnittstellen wurde es für die Nutzer unübersichtlich und auch unpraktisch, sich in jedem Netzwerk neu anmelden zu müssen; außerdem waren nicht alle Freunde in allen Netzwerken angemeldet.
Bei der Vorstellung von iOS 4.0 am 8. April 2010 kündigte Apple ein „soziales Netzwerk für Spiele“ an, das Game Center; es würde „später im Jahr“ verfügbar sein. Allerdings wurde Game Center nicht mit iOS 4.0 ausgeliefert, sondern erst mit iOS 4.1 am 8. September 2010. Unterstützt werden alle Geräte bis auf die erste Generation vom iPod touch und dem iPhone, sowie das iPhone 3G.
Seit dem 22. November 2010 ist Game Center, zusammen mit iOS 4.2, auch für das iPad verfügbar.
Auf der WWDC 2011 kündigte Apple neue Features für das Game Center in iOS 5.0 an, unter anderem Nutzerbilder, Spiele- und Freunde-Vorschläge, und Unterstützung für rundenbasierte Spiele (wie etwa Scrabble).
Seit der Veröffentlichung von OS X Mountain Lion ist Game Center auch auf Macs verfügbar.
Seit der Veröffentlichung von iOS 10 am 13. September 2016 findet man die Game Center App nicht mehr im Home Bildschirm, Entwickler müssen seitdem das Game Center Widget mit Hilfe von GameKit in ihre Spiele implementieren.

## Funktionen
Der Nutzer meldet sich mit seiner Apple ID an und gibt sich einen Nickname, unter dem er im Game Center auftritt. Jeder Nutzer hat optional einen Status, den er verändern kann, und ein Profilbild, das er ändern kann (ähnlich den Avataren von Xbox Live).
Zwei zentrale Elemente, die in jedem der Spiele-Netzwerke vorhanden sind, sind Highscore-Tabellen und Achievements („Errungenschaften“). Jedes Spiel im Game Center kann mehrere Highscore-Tabellen haben (z. B. für verschiedene Level oder Schwierigkeitsstufen); die Nutzer können sehen, an welcher Stelle sie stehen und wo ihre Freunde stehen. Achievements können im Spielverlauf freigeschaltet werden, indem der Spieler etwas bestimmtes tut (z. B. etwas findet oder erledigt); dafür bekommt er zwischen 0 und 100 Punkten.
Man kann Personen als Freunde hinzufügen, entweder über ihren Nickname oder ihre E-Mail-Adresse. Sobald sie die Freundschaft bestätigt haben, kann man mit ihnen Punktzahlen und Position in den Highscores vergleichen, oder sie zu Multiplayer-Spielen einladen.

## Kritik
Ende November 2010 änderte Apple die Allgemeinen Geschäftsbedingungen (AGB) des Game Center; in den Freundschaftsanfragen wurde von da an standardmäßig der vollständige Name des Benutzers gesendet. Allerdings kann man den Einladungstext vor dem Versenden ändern.
Im März 2011 änderte Apple die AGB erneut. In der Freundesliste wurde fortan der volle Name des Benutzers zusätzlich zum Nickname angezeigt.